# Jörg Stohler
Jörg Stohler (Pratteln, 27 augustus 1949) is een Zwitsers voormalig voetballer die speelde als verdediger.

## Carrière
Stohler begon zijn carrière bij FC Pratteln waar hij ook in de jeugd speelde maar werd daar in 1970 weggehaald door FC Basel. Bij Basel speelde hij bijna heel zijn carrière en werd vier keer landskampioen in 1972, 1973, 1977 en 1980; de beker won hij in 1975. Hij speelde later nog voor FC Grenchen.
Hij speelde tien interlands voor Zwitserland, waarin hij niet kon scoren.

## Erelijst
- FC Basel
  - Landskampioen: 1972, 1973, 1977, 1980
  - Zwitserse voetbalbeker: 1975